# Wilhelm von Wymetal (Journalist)
Wilhelm von Wymetal (* 27. Dezember 1838 in Wien; † 4. Jänner 1896 in München) war ein österreichischer Journalist und Schriftsteller.

## Leben
Als Sohn eines Wiener Hofrats erhielt er eine vielseitige Bildung, begann ein Jurastudium, das er mit der Promotion abschloss und wechselte dann zur Kunstgeschichte. Als seine Hoffnung auf eine Konservatorstelle sich nicht erfüllte, ging Wyl für zwei Jahrzehnte auf Weltreisen, mehrfach auch als Berichterstatter großer Zeitungen, wie der Neuen Freien Presse und der Neuen Zürcher Zeitung, für die er unter dem Pseudonym „W. Wyl“ schrieb. Berühmtheit erlangten seine Berichte über die Oberammergauer Passionsspiele im Berliner Tageblatt, die er später in den Schriften Maitage in Oberammergau. Eine artistische Pilgerfahrt (1880) und Der Christus-Mayr. Neue Studien aus Oberammergau zusammenfasste. Von seinen Italienerfahrungen berichtet er in Spaziergänge in Neapel, Sorrent, Pompeji, Capri, Amalfi, Pästum und im Museo Borbonico (1877) und in Venezianische Geschichten und Gestalten des 16. Jahrhunderts. 1882 ging er nach Nordamerika und schrieb Artikel für das Deutsche Montagsblatt über die Mormonen. 1891 besuchte er als Korrespondent der Kölnischen Zeitung die Weltausstellung in Chicago. 1895 zog er sich krankheitshalber nach München zurück, wo er am 4. Januar 1896 verstarb.

## Werke
- Mein Tagebuch im Prozess Sonzogno. Stenographisches, aktenmässiger und erläuternder Bericht eines Augenzeugen der 22 tägigen Verhandlungen vor der römischen Assisen, 19. Oktober bis 13. November 1875. Verlags-Magazin, Zürich 1876. online
- Spaziergänge in Neapel, Sorrent, Pompeji, Capri, Amalfi, Pästum, und im Museo Borbonico. Schmidt, Zürich 1877. online
- Maitage in Oberammergau. Eine artistische Pilgerfahrt. Mit dem zum ersten Male veröffentlichten Texte des Passionsdrama's, drei Proben aus Dedler's Passionsmusik und den Bildnissen der Hauptdarsteller. Verlag von Cäsar Schmidt, Zürich 1880
- Der Christus-Mayr. Neue Studien aus Oberammergau. Fontane, Berlin 1890
- Joseph Smith, the prophet, his family and his friends. A study based on facts and documents. Tribune Printing and Publishing Co., Salt Lake City 1886. online
- Mormon portraits, or, The truth about the Mormon leaders from 1830 to 1866. Tribune Printing and Publishing Co., Salt Lake City 1886